# Heilig-Kreuz-Kapelle (Menden)

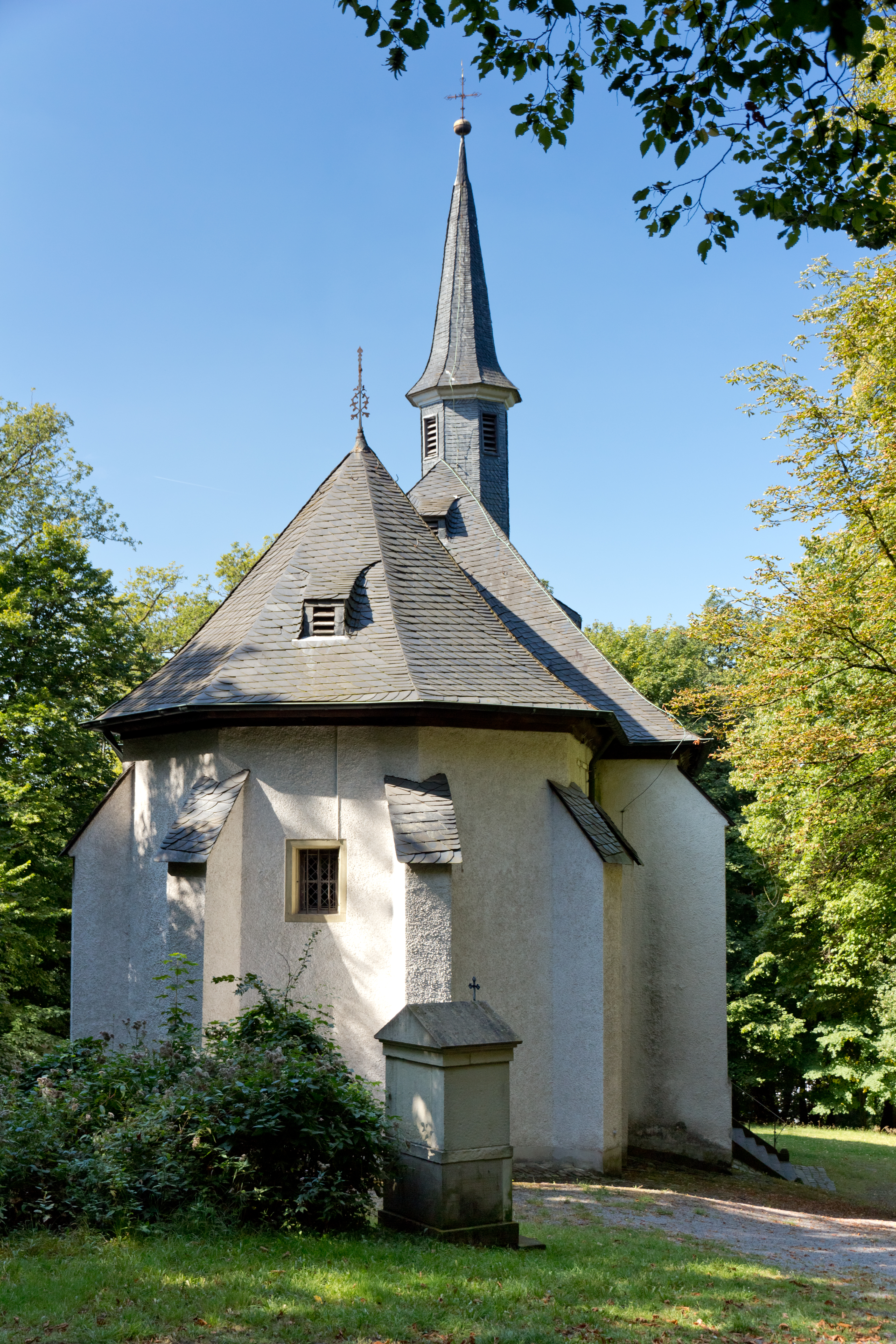
Heilig-Kreuz-Kapelle auf dem Rodenberg mit Wegekapelle

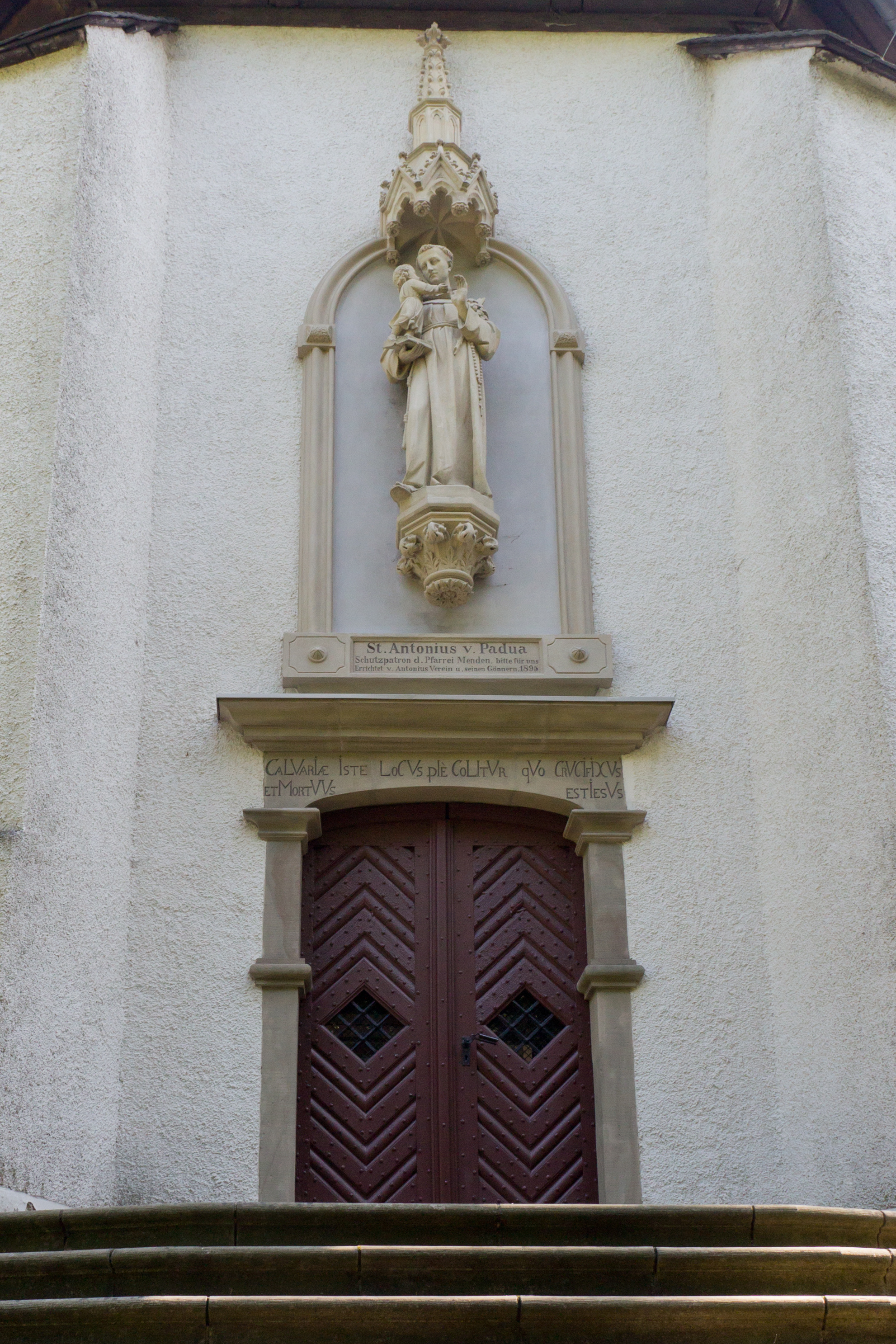
Westportal der Heilig-Kreuz-Kapelle mit Statue des Hl. Antonius von Padua

Die katholische Heilig-Kreuz-Kapelle, auch St.-Antonius-von-Padua-Kapelle, ist ein denkmalgeschütztes Kirchengebäude auf dem Rodenberg in Menden (Sauerland) im Märkischen Kreis (Nordrhein-Westfalen).

## Geschichte und Architektur
Die Kapelle ist das Ziel des Kreuzweges auf dem Rodenberg. Von dem Vorgängerbau von 1685 bis 1688 ist der eingezogene Ostchor mit 3/8-Schluss erhalten, er wurde von 1711 bis 1715 zum heutigen nachgotischen Saal mit westlichem 3/8-Schluss erweitert. Der verputzte Massivbau ist durch Strebepfeiler gegliedert, dem Gebäude wurde ein Dachreiter aufgesetzt. Das Gebäude ist über Freitreppen durch drei Portale erschlossen. In den Stürzen ist die Bezeichnung 1712 zu sehen. Über dem Westportal steht eine Statue von 1895, sie stellt den hl. Antonius von Padua dar. Der Saal ist durch hohe Rundbogenfenster und der Chor durch Spitzbogenfenster gegliedert. Im Innenraum wurden Kreuzgratgewölbe eingezogen. Eine Renovierung wurde von 1977 bis 1978 vorgenommen. Fassungen wurden nach Befund restauriert.

## Ausstattung
- Die drei barocken Altäre sind mit gedrehten Säulen geschmückt. Der Hochaltar mit gesprengtem Volutengiebel ist mit einem Wundmalekreuz bekrönt. Die Seitenaltäre von 1736 zeigen als Nischenfiguren auf der linken Seite, Christus an der Geißelsäule und rechts Ecce homo.
- In der Nische steht seit 1978 eine Darstellung des Christus in der Rast.
- Im Stipes ist Christus im Grabe zu sehen.
- In Wandnischen im Saal und im Chor stehen Bildwerke vom 18. Jahrhundert.
- Das Gestühl mit geschnitzten Wangen stammt aus verschiedenen Bauphasen.
- Die Glocke erklingt in f" und wurde 1911 gegossen.[1]